# Holm (Sønderborg Kommune)
Holm ist ein Ort mit 371 Einwohnern (2021) im Nordborg Sogn und befindet sich in der süddänischen Sønderborg Kommune. Er liegt im Nordwesten der Ostseeinsel Alsen, etwa 3 km westlich von Nordborg und 15 km nordnordwestlich von Sønderborg.

## Geschichte
Holm wurde das erste Mal im Jahre 1196 erwähnt, als König Knut VI. vier Höfe in dem Ort an das Kloster Guldholm nördlich von Schleswig übertrug. Somit gibt es den Ort schon seit über 800 Jahren. 1604 gab es im Osten Holms einen Großbrand, sieben königliche Bauernhöfe brannten nieder. 1658 besetzten Schweden die Region.
Am 10. Februar 1920 stimmten 368 der 399 Wahlberechtigten Holms für die Wiedervereinigung Dänemarks mit Nordschleswig.
Im Zweiten Weltkrieg wurde im August 1942 die Ortsmitte durch einen Bombenangriff schwer beschädigt. Im August 1943 wurde ein Bomber der Alliierten über der Siedlung abgeschossen und stürzte ungefähr 3 km entfernt in die Ostsee, alle sieben Insassen starben.
Am 17. August 2003 wurde ein Gedenkstein mit den Namen der Toten in der Nähe des Absturzortes am Hellesøvej aufgestellt.

## Sehenswürdigkeiten

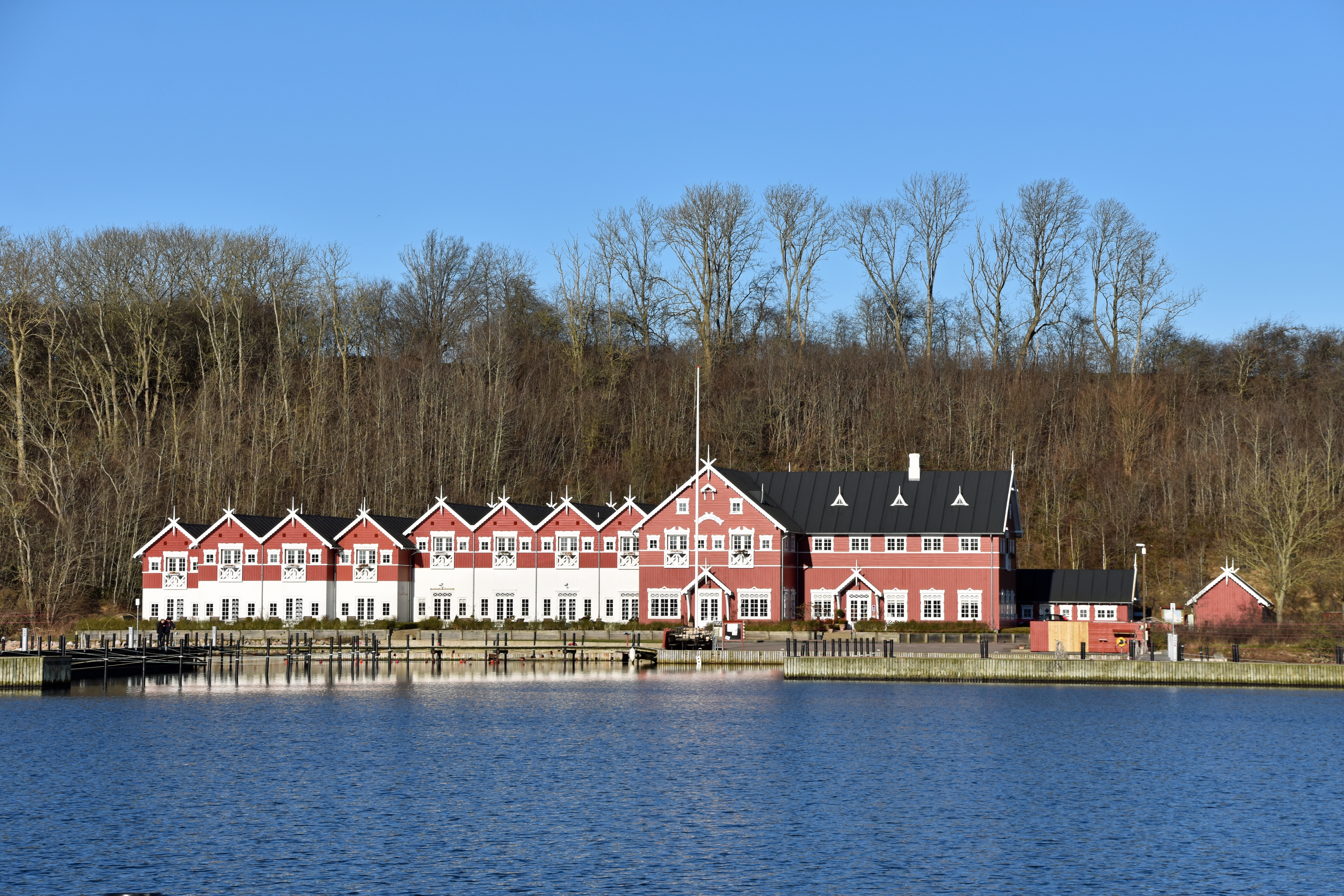
Dyvig
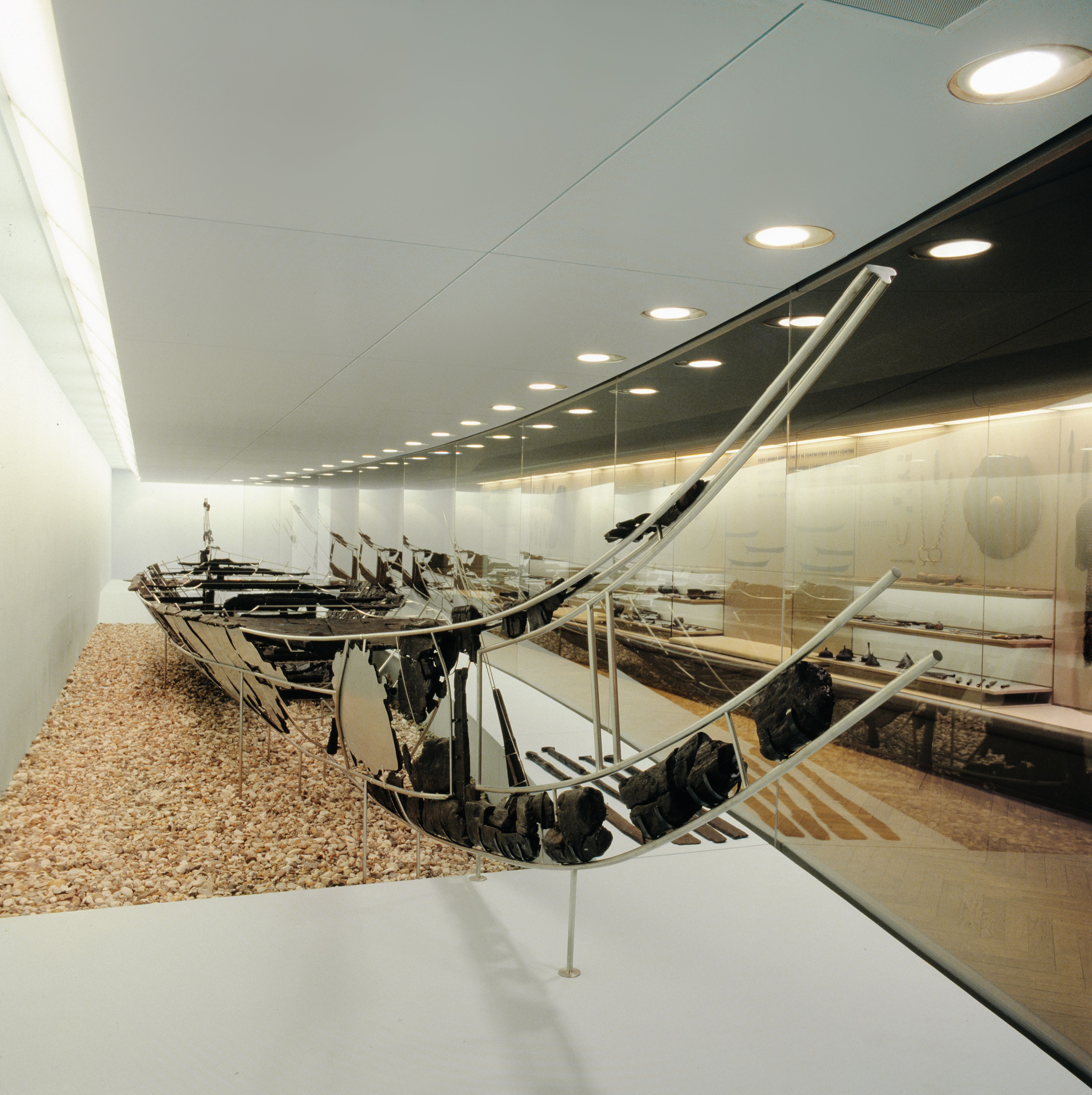
Hjortspringboot
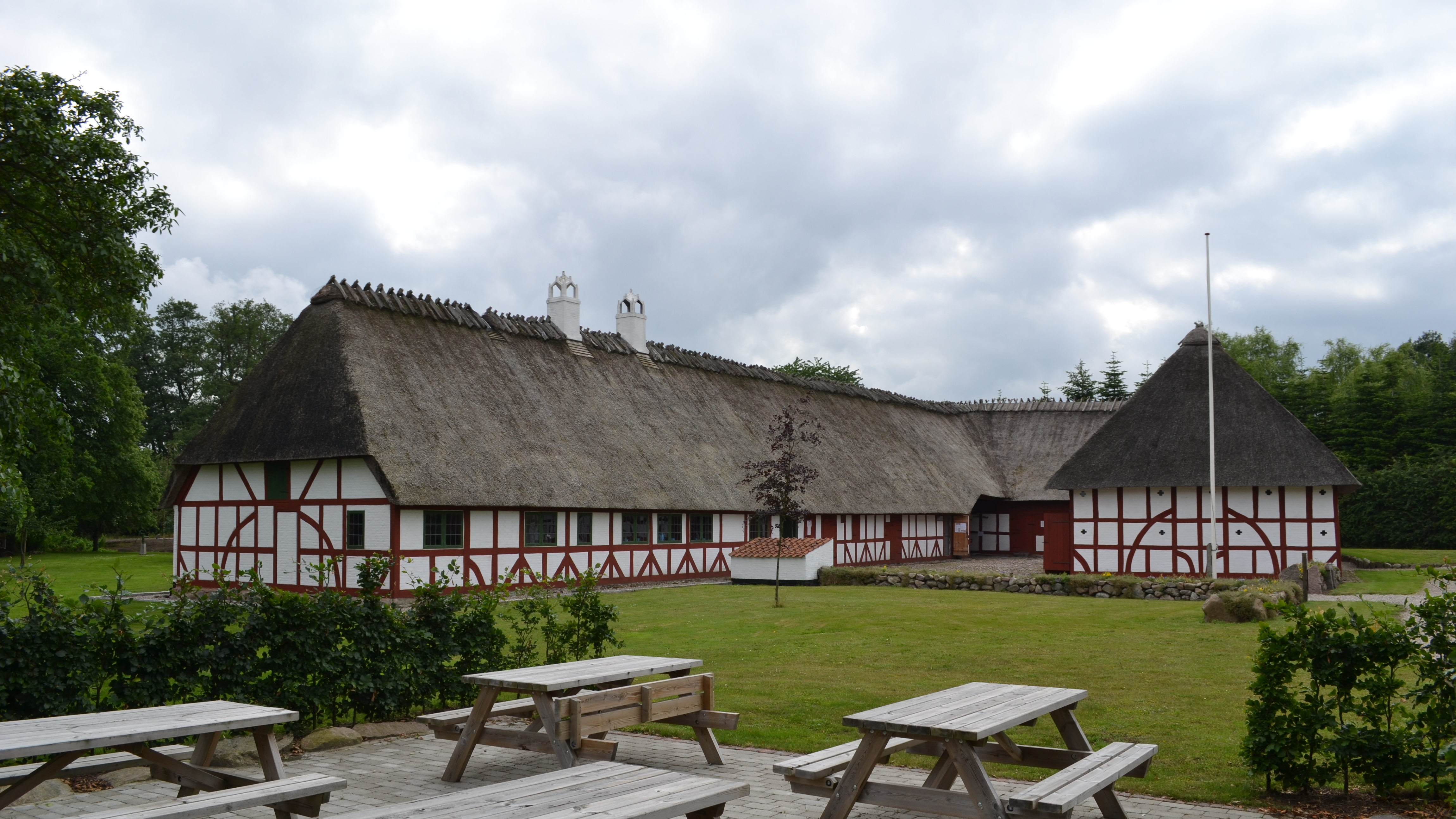
Jollmands Gaard von 1790, jetzt Museumsbauernhof
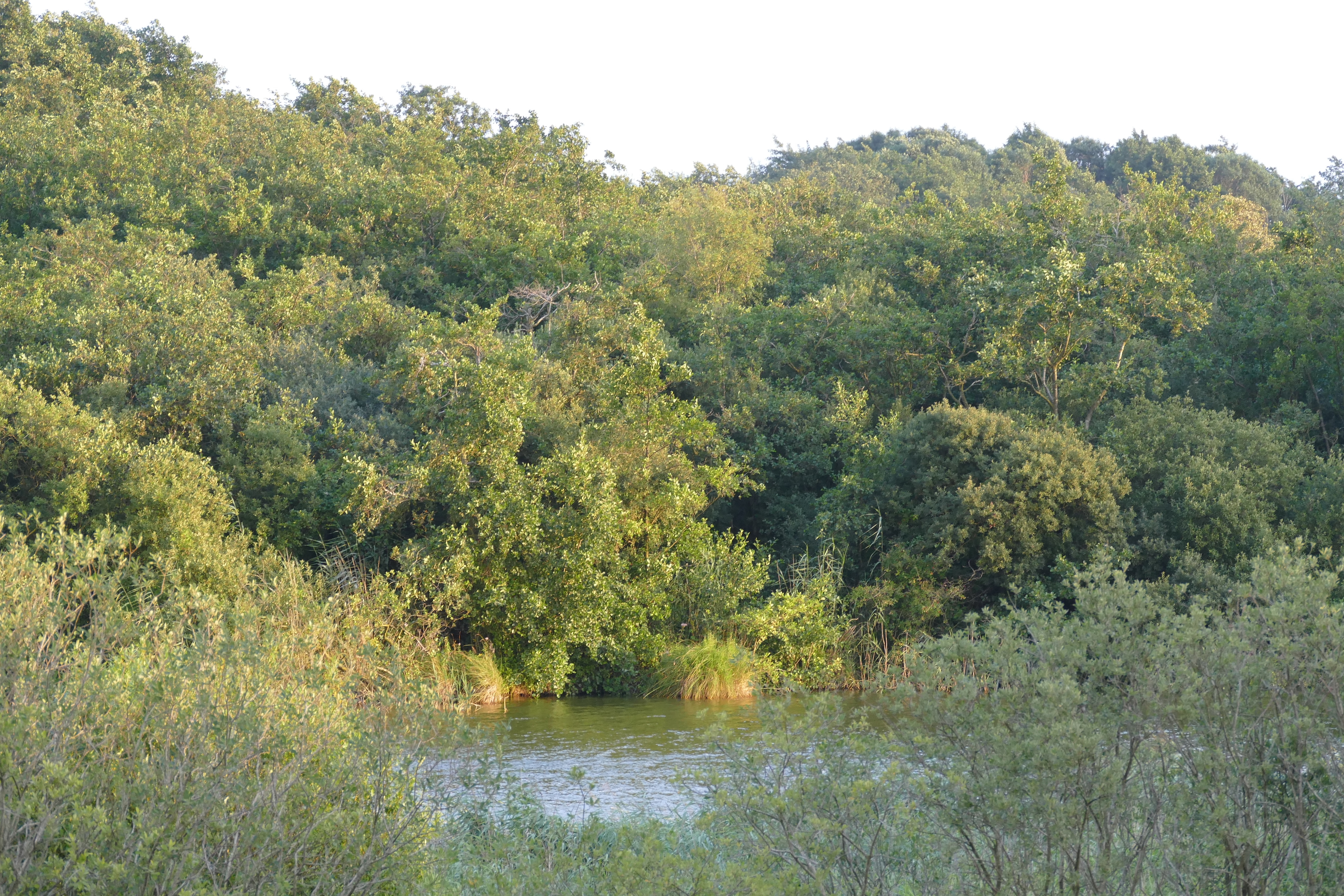
Der Hellesø, nach der Theorie Jens Rabens war dies der Teich der Nerthus